# Jean Marcel (Bischof)
Jean Marcel (* 1903; † Dezember 1980) war der siebte anglikanische Bischof von Madagaskar von 1961 bis zur Aufteilung der Diözese in drei Diözesen 1969. Danach war Marcel bis 1975 Bischof von Antananarivo.

## Werdegang
Marcel wurde am Dorchester Missionary College zum Priester ausgebildet und 1931 ordiniert. Er war zunächst Tutor am St Paul’s College, Ambatoharanana, dann war er Priest in Charge von Marovoay und später in Ankadinondry. Von 1952 bis 1961 war er Kaplan beim damaligen Bischof Thomas Richards Parfitt und von 1956 an Assistant Bishop der Diözese. Im Jahr 1961 wurde er als Nachfolger von Tom Parfitt selbst zum Bischof ernannt. nach der Teilung der Diözese wurde er Bischof von Antananarivo.